# 叫ぶ詩人の会
叫ぶ詩人の会（さけぶしじんのかい）は、日本のロックバンド。1990年に結成。ロック調のバンドサウンドをバックに、ポエトリーリーディングを絶叫するという演奏スタイルが特徴。1999年に無期限活動休止を発表。
2023年7月、リーダーのドリアン助川ときりばやしひろきの二人での再始動。公式YouTubeチャンネルの開設、過去音源や新作含む映像の配信が発表された。

## 経歴

### 前史
助川は早稲田大学に在学中、学生演劇集団「青」を結成。演劇ブームの風に乗り、軌道に乗ったかに見えたが、助川自身のワンマンのために活動は破綻する。塾講師の仕事を得るがアルコールのためにこの職も失い、入り浸っていた新宿ゴールデン街の業界人たちに紹介されるがままに放送作家の仕事を始める。
真面目な仕事ぶりで一躍売れっ子となる助川だったが精神的に追い詰められ、アンジーの水戸華之介とともに東欧へ取材に訪れた際、チェコで聴いた市民の歌う「ヘイ・ジュード」やアウシュヴィッツ＝ビルケナウ強制収容所に送られる直前の子供たちが描いた拙い絵に感化され、帰国後の1990年に叫ぶ詩人の会を結成する。

### 結成～デビュー
詞の朗読とパンク・ロックの融合はアメリカのパティ・スミスやロリンズ・バンドがすでに確立させていたスタイルではあった。しかし日本ではなかなか理解されず、ザ・スターリンや河島英五などの前座を務めながら歌わないバンドとして少しずつ名を広め始める。深夜番組（テレビ朝日「マグニチュード10」）などでは、特集も組まれるほど当時、エッジのきいたバンドとして紹介されている。
デビューまでのメンバーチェンジは20名を越え、初期メンバーにはお笑い芸人のパンチUFOや映像作家の内田保憲もいた。その中で助川の弟分であった我童が長期に渡り彼を支え、サブボーカルを担当していた。この段階では、女性ファン獲得のために、我童のルックスに頼る面が大きかった。
デビュー直前に我童を除く助川の弟分たちが脱退。我童が知り合いのTakujiを連れてきて、TakujiがLAUGHIN' NOSEのサポートメンバーだったHirokiを引っ張りこみ、我童がベースを担当する形で1994年にメディア・レモラスより「虹食い」でデビューする。

### 全盛期
これといったヒット曲はなかったが、その音楽・演劇・文学が渾然一体となったステージは高い評価があり、ピーク時には渋谷公会堂を満杯にしたこともある。ライブでのモットーは「余力を残すな」で、結成から解散までアンコールに対し演奏で応えたことがない。アンコールには映画「ニュー・シネマ・パラダイス」のテーマをBGMに演劇式のカーテンコールで応えるのが常だった。唯一の例外は「土佐犬」という名前でライブをした時で、持ちネタである「オカマのタバコの吸い方」を披露した。
デビュー・アルバムでは助川が特派員だった時代の経験を活かしたカンボジアを題材に取った反戦歌など、激しいビートに乗せて詩を絶叫する曲がほとんどだった。2作目『LOVE&PEACE』ではそれを踏襲しながらも、本人たちが出演した佐川急便のCMに起用された「道を越えて」などのスケールの大きい作品も登場する。
助川が放送作家や劇団を主宰していた頃の経験から書かれたこれらの2作を経て3枚目のアルバム『恋歌』をリリース。助川が単独で行っていたラジオ番組などでの人との出会いによってもたらされた経験から書かれた作品である本作によって、バンドは大きな転換期を迎える。ラストを飾る大作「赤とんぼ」では元ARBの白浜久をプロデューサーに迎え、そのポップなエッセンスを吸収することでファンの幅を広げたが、昔からのファンは次第に離れていった。
硬軟取り混ぜた曲を演奏するバンドであったにもかかわらず硬派の曲ばかりが注目され、出演を依頼されるのは歌番組ではなく報道番組だった。助川のキャラクターと相俟って「社会派バンド」というレッテルがついて回るようになっていき、1996年6月、バンドの方向性に疑問を抱いた我童が世界放浪を理由に脱退。これにより多くの女性ファンを失うことになり、更に追い打ちをかけるように所属していたレーベルが倒産する。同年10月から始まった深夜テレビ番組「金髪先生」は、助川が洋楽を題材に英語を教える内容で、他のメンバーも生徒役で出演し、この番組でバンドの知名度は飛躍的に向上する。しかし、売上には繋がらなかった。
1997年、バンドはポニーキャニオンと契約。ベスト・アルバム『花束』と製作の進んでいたアルバム『青』をリリース。この作品で助川は「叫び」をやめ「歌う」ことに徹しており、以前のスタイルから完全に脱却することを示していた。

### メンバーの不祥事～無期限活動休止
1997年11月、アルバム『ベルリン発プラハ』リリースに伴う全国ツアー初日を大阪バナナホールで行う予定だったが、Takujiが覚醒剤所持により現行犯逮捕され公演は中止される。バンドは活動休止に追い込まれ、ツアー中止による多額の負債を抱える。翌日のラジオ番組では憔悴しきった助川がマイクに向かって、中には悪意に満ちたものも含まれた様々な質問に答え続けた。助川個人の活動は継続された。
1998年3月、一連の責任を取ってTakujiが脱退。バンドには彼を迎え入れる用意があったがTakujiは受け入れなかった。同年夏に活動を再開したが、ポニーキャニオンから契約を打ち切られる。
1999年、インディーズでラストアルバム『GOKU』をリリースする。しかしこれは事実上Hirokiのソロワークとも言うべきものだった。同年夏に無期限活動休止を発表した。
助川は芸名を明川哲也と改名し、2000年にニューヨークへ活動拠点を移す。現地でバンド活動を経て作家として活動を行った後帰国、紆余曲折を経て再びドリアン助川名義で著作活動、朗読活動を再開している。

## メンバー
- ドリアン助川
  - ボーカル担当。結成から解散まで在籍、実質的なリーダー（会長）だった。
- Hiroki
  - ボーカル、ドラムスをはじめキーボード、プログラミング、ギターなど様々なパートを演奏するマルチプレイヤーだった。デビュー直前に加入し解散まで在籍。
- 我童
  - ボーカル、ベース担当。読みは「がっぱ」。活動初期から在籍していたが、1996年6月に脱退。
- Takuji
  - ボーカル、ギター担当。デビュー直前に加入、1998年3月脱退。
- 源造
  - ボーカル、ベース担当。1997年10月加入、解散まで在籍。

### サポート・メンバー
- 岡本雅彦
  - ベース担当。元アンジー。1996年12月から1997年9月まで参加。
- 白浜久
  - ギター担当。1998年7月から解散まで参加。

## ディスコグラフィ

### シングル
| 枚  | リリース日    | タイトル             | 品番       |
| --- | ------------- | -------------------- | ---------- |
| 1st | 1995年7月21日 | ハタ坊のおでん       | MRDA-52    |
| 2nd | 1996年4月19日 | 始まりと終わりの物語 | MRDA-66    |
| 3rd | 1997年4月18日 | はきだめの鶴         | PCDA-00962 |
| 4th | 1998年7月1日  | ラジオ               | PCCA-01213 |

### アルバム

#### オリジナル・アルバム
| 枚  | リリース日     | タイトル   | 品番       |
| --- | -------------- | ---------- | ---------- |
| 1st | 1994年7月21日  | 虹喰い     | MRCA-10017 |
| 2nd | 1994年11月18日 | LOVE&PEACE | MRCA-10021 |
| 3rd | 1995年10月20日 | 恋歌       | MRCA-10036 |
| 4th | 1997年5月16日  | 青         | PCCA-01107 |
| 5th | 1999年6月25日  | GOKU       |            |

#### ミニ・アルバム
| リリース日    | タイトル         | 品番       |
| ------------- | ---------------- | ---------- |
| 1998年6月17日 | ベルリン発プラハ | PCCA-01155 |

- 同名小説と連動したミニ・アルバム

#### ライブ・アルバム
| 枚  | リリース日 | タイトル       | 備考             |
| --- | ---------- | -------------- | ---------------- |
| 1st | 1999年     | LIVE IN SYDNEY | ファンクラブ限定 |

#### ベスト・アルバム
| 枚  | リリース日    | タイトル  | 品番       |
| --- | ------------- | --------- | ---------- |
| 1st | 1997年3月21日 | 花束      | PCCA-01089 |
| 2nd | 2003年6月18日 | Anthology | PCCA-01910 |

#### ビデオ・LD
| リリース日     | タイトル                                    | 品番                |
| -------------- | ------------------------------------------- | ------------------- |
| 1998年11月18日 | 大漁旗がなびくぜ〜叫ぶ詩人の会 復活ライブ〜 | PCVP-52475/PCLP-689 |

## タイアップ一覧
| 年     | 曲名         | タイアップ                                                             |
| ------ | ------------ | ---------------------------------------------------------------------- |
| 1994年 | 道を越えて   | 佐川急便 CMソング                                                      |
| 1995年 | 母さん       | パルコ映画『忘れられた子供たち スカベンジャー』テーマソング            |
| 1996年 | はきだめの鶴 | ニッポン放送『ドリアン助川の正義のラジオ!ジャンベルジャン!』応援ソング |